# Auto Technisches Spezialzubehör
Auto Technisches Spezialzubehör, más conocido como ATS, fue una empresa de llantas de aleación y constructor alemán de Fórmula 1 de finales de los años 1970 y principios de los 80, creado por Günter Schmid.

## Historia

### Fórmula 1
Günter Schmid empresario dedicado a las ruedas de aleación y aficionado a las carreras tenía la intención de formar su propio equipo de F1. A finales de 1976 Roger Penske constructor estadounidense de éxito en el Campeonato Nacional del USAC anunció que su equipo se retiraba de la Fórmula 1 a pesar de que su PC4 había obtenido una victoria ese mismo año en el GP de Austria gracias a John Watson. El equipo estadounidense con base en Poole (Dorset), fue comprado por Schmidt y trasladó parte de la producción a Bad Durkheim.

#### Temporada 1977

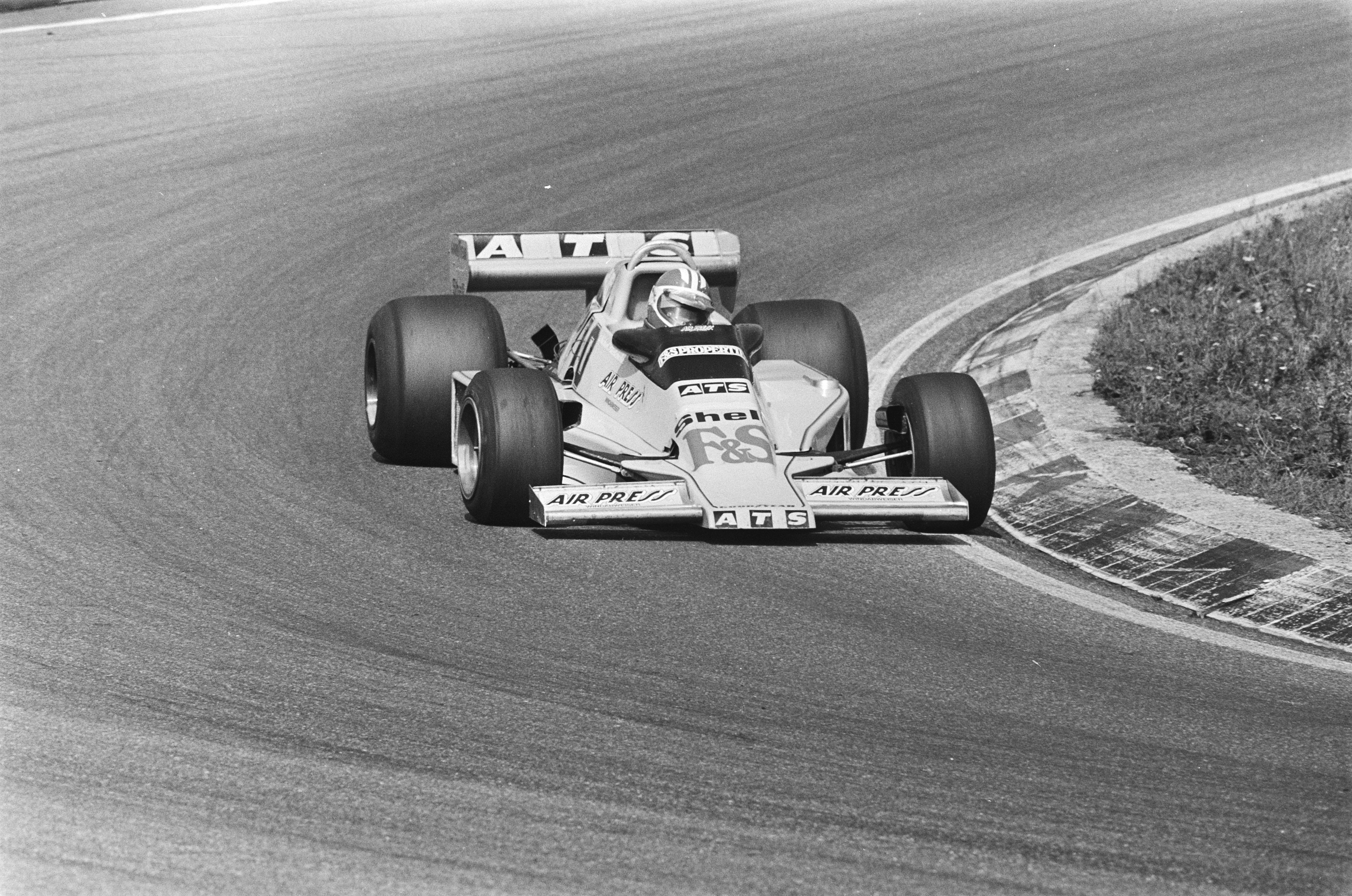
Michael Bleekemolen conduciendo en la primera temporada de ATS con chasis propios.

En su primera temporada siguieron utilizando el Penske PC4 diseñado por Geoff Ferris. Se contrató al experimentado piloto francés Jean-Pierre Jarier del equipo Shadow. El equipo tuvo un gran debut marcando su primer punto por el 6.º puesto de Jarier en Long Beach. Sin embargo el resto de la temporada es poco satisfactoria, no se vuelve a entrar en los puntos y Jarier consigue un 8.º en Suecia y un 9.º en Silverstone, y Hans Binder hace un 8.º en Holanda. Schmidt decide no participar en las carreras estadounidenses dejando el coche a Interscope Racing, y concentrándose en la siguiente temporada.

#### Temporada 1978
En el otoño Schmidt compró los activos de March y con ellos llegó el ingeniero Robin Herd que junto a John Gentry readaptó los viejos Penskes en el primer modelo ATS, el HS1. A Jarier se le unió como compañero de equipo Jochen Mass proveniente de McLaren. El equipo se movía en la parte media de la parrilla aunque no conseguía destacar demasiado en las carreras. En Mónaco ambos coches quedaron fuera de la calificación, lo que provocó el injustificado despido de Jarier, que fue sustituido por Alberto Colombo, que no clasificó el monoplaza en ninguna de sus dos participaciones. En Suecia entró en el equipo el finlandés Keke Rosberg que si logró calificar el ATS aunque no obtuvo puntos en las carreras. En el GP de Alemania regresó Jarier pero el desarrollo del coche había quedado desfasado y la calificación se hacía cada vez más difícil. Ni Hans Binder en Austria, ni Michael Bleekemolen en Holanda, ni Harald Ertl en Italia, ni hasta el propio Jochen Mass (que abandonó al equipo) conseguían entrar en las parrillas. Para el GP de EE. UU. se estrenó un nuevo bastidor el D1 que llevó Rosberg en las dos últimas carreras.

#### Temporada 1979
Schmidt encargó a Giacomo Caliri la construcción del D2 a partir del diseño de John Gentry. El monoplaza no resultó competitivo a pesar de ser pilotado por el veterano Hans-Joachim Stuck. No consiguió clasificarse en tres carreras y su mejor posición fue un 8.º en Bélgica, por lo general se situaba en la parte trasera de la parrilla. Para la carrera de Austria se estrenó un nuevo modelo, el D3, diseñado por Nigel Stroud, un "wing-car" más aerodinámico que resultó más competitivo que su antecesor y que en la última carrera consiguió un magnífico 5.º puesto en Watkins Glen.

#### Temporada 1980
El D3 continuó en el principio de 1980 conducido por Marc Surer y Jan Lammers pero fue sustituido en Sudáfrica por el D4, que era una versión remodelada del D3 diseñado por Gustav Brunner y Tim Wardrop. En Sudáfrica Surer se rompió ambos tobillos en un accidente con el nuevo modelo que no pudo debutar hasta la carrera siguiente en la que Lammers colocó al ATS en la 4.ª posición de la parrilla de Long Beach, aunque se tuvo que retirar en la 1.ª vuelta por una rotura en la transmisión. De todas formas, fue un espejismo, pues el resto de la temporada los ATS no salieron de las últimas plazas de la parrilla incluidas algunas no calificaciones.

#### Temporada 1981

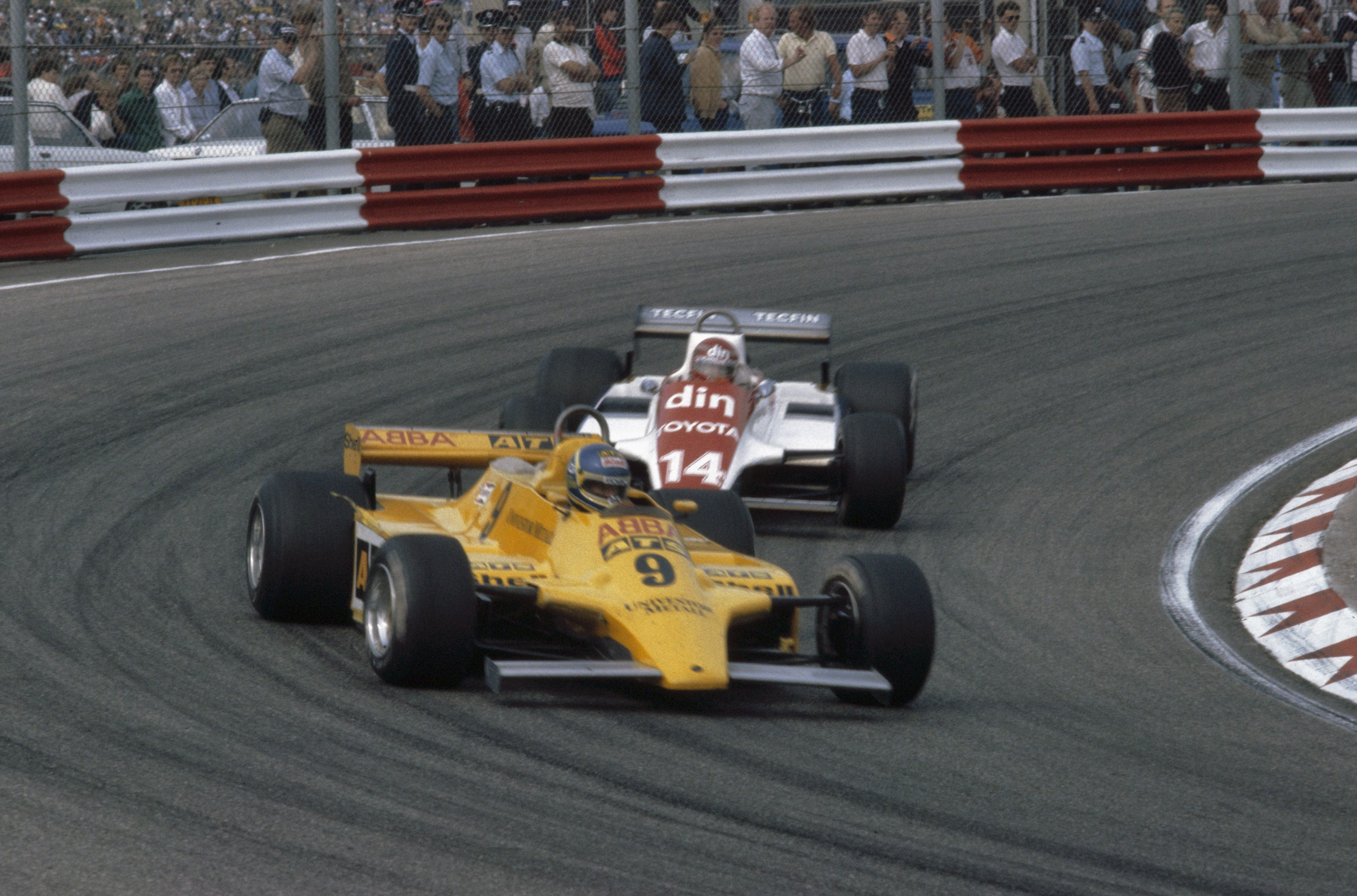
Slim Borgudd (ATS-Ford) delante de Eliseo Salazar (Ensign-Ford) en finales de 1981.

El futuro de la escudería estaba en el aire ya que los socios de Schmidt en ATS-Wheels veían muy costoso el programa de F1. Sin embargo equipo contrató al diseñador de Ligier, Herve Guilpin para diseñar el nuevo coche el HGS1 y Lammers continuó como piloto. La necesidad de dinero hizo que Schmidt contratara al piloto sueco Slim Borgudd que traía al patrocinio del grupo Abba, este cambio de piloto no gustó al jefe del equipo, el legendario Jo Ramírez, que salió de la escudería. De todas formas el HGS1 no resultaba competitivo probablemente debido a los neumáticos Michelin que cambiaron a Avon con una discreta mejoría. Con Alistair Caldwell como nuevo director técnico las cosas mejoraron y en Silverstone Borgudd obtuvo un 6.º puesto, aunque a dos vueltas del vencedor. La poca fiabilidad del monoplaza le impidió al sueco entrar en los puntos lo que quedaba de temporada.

#### Temporada 1982
Los pilotos contratados trajeron patrocinadores que arreglaban la situación financiera. Manfred Winkelhock estaba apoyado por Liqui Moly y el chileno Eliseo Salazar por Copec y Viceroy. Se hizo una versión mejorada del HGS1 que se designó como D5 producida por el ingeniero Don Halliday. La primera parte de la temporada fue buena obteniendo la clasificación con regularidad en la parte media y consiguiendo sendos 5.º: Winkelhock en Brasil y Salazar en San Marino. Sin embargo la fiabilidad del monoplaza resultó un verdadero problema y al final de la temporada dio como balance un total de 14 abandonos entre accidentes y averías.

#### Temporada 1983
Al final del año 1982 Schmidt anunció que había alcanzado un acuerdo con BMW para el suministro de motores turbo. El nuevo director deportivo Paul Owens decidió concentrar los esfuerzos en un solo monoplaza para Winkelhock. Se volvió a contratar al alemán Gustav Brunner que diseñó el D6 un modelo revolucionario ya que fue el primer monoplaza con el monocasco enteramente construido en fibra de carbono. Resultó ser un coche potente y rápido que conseguía con facilidad clasificar en el "top ten" de la parrilla, pero la fiabilidad era terrible y Winkelhock no logró anotar ningún punto y terminó tan solo 4 carreras, siendo el 8.º de Brands Hatch su mejor resultado. 

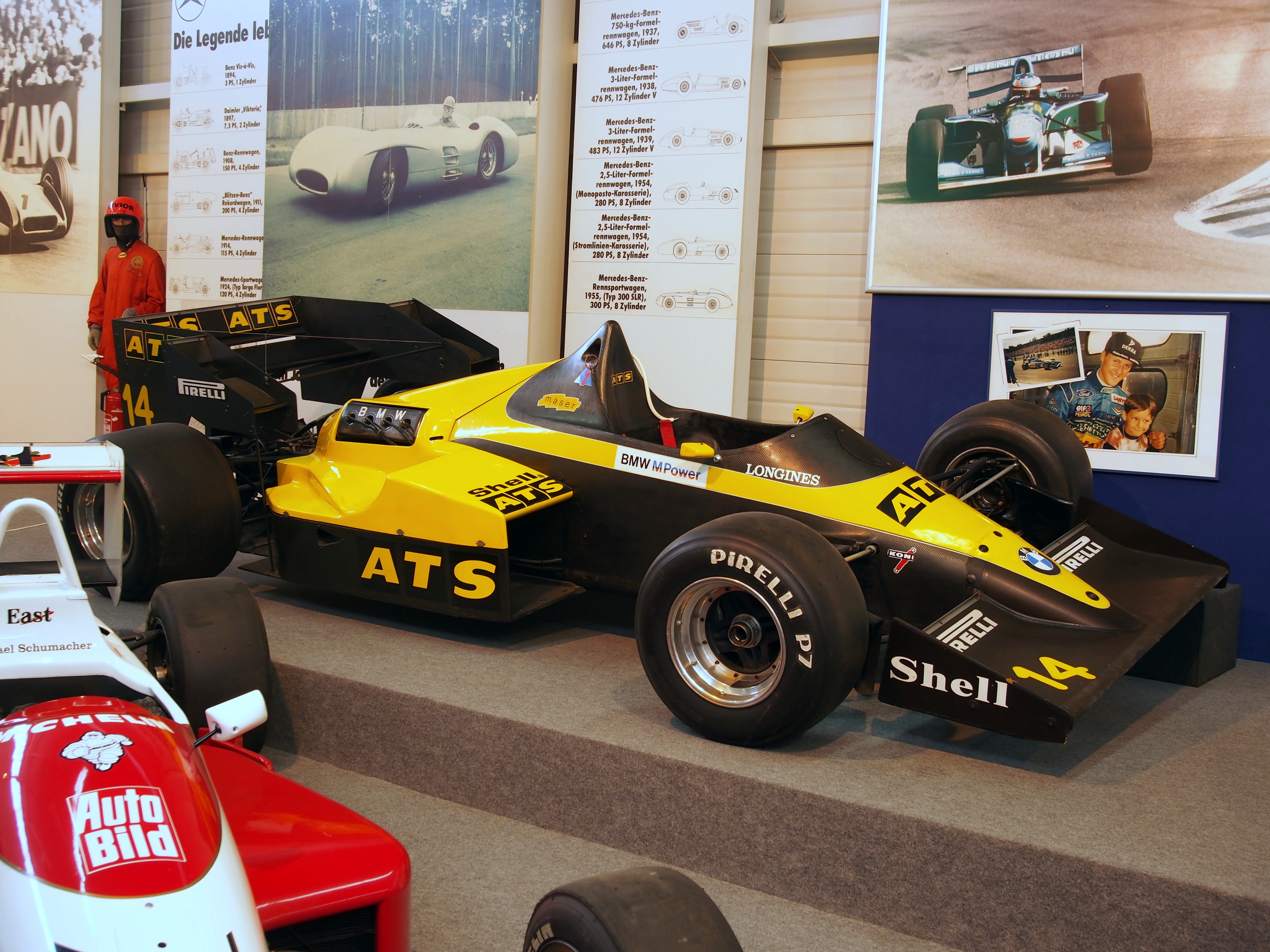
ATS 07 exhibido en el museo del circuito de Hockenheim.

#### Temporada 1984
Brunner se quedó en el equipo para diseñar el D7 pero se marchó antes de que el coche debutara. El desarrollo fue asumido por Stefan Fober. Winkelhock era otra vez el piloto y Pirelli era el proveedor de los neumáticos. El D7 fue muy parecido a su antecesor, un coche veloz pero muy poco fiable, en las dos únicas carreras que terminó llegó a la meta en 8.º gracias a Winkelhock. En el GP de Austria se presentó un segundo ATS a los mandos de la joven promesa austríaca Gerhard Berger que terminó 12.º. En Italia, Berger clasificó por delante de Winkelhock y llegó 6.º en la carrera, pero no recibió puntos porque ATS había inscrito solo un auto mientras que Berger fue inscrito a mitad de temporada. El alemán fue despedido y sustituido por al austriaco el resto de temporada.
En 1985, BMW se negó a suministrar motores a ATS y Schmidt se vio forzado a cerrar el equipo. Poco después vendió sus acciones de ATS-Wheels y se unió a la compañía de ruedas de aleación RIAL Leichtmetallfelgen GmbHEn en Fussgonheim a 3 km de la fábrica ATS. En 1988 creó un nuevo equipo patrocinado por Rial.

## Resultados

### Fórmula 1
(Clave) (negrita indica pole position) (cursiva indica vuelta rápida)

| Año         | Chasis     | Motor                    | Neu. | N.º   | Pilotos             | 1   | 2   | 3   | 4   | 5   | 6    | 7   | 8   | 9   | 10  | 11  | 12  | 13  | 14  | 15  | 16  | 17  | Puntos | Pos. |
| ----------- | ---------- | ------------------------ | ---- | ----- | ------------------- | --- | --- | --- | --- | --- | ---- | --- | --- | --- | --- | --- | --- | --- | --- | --- | --- | --- | ------ | ---- |
| 1977        | Penske PC4 | Ford Cosworth DFV 3.0 V8 | G    |       |                     | ARG | BRA | RSA | USW | ESP | MON  | BEL | SWE | FRA | GBR | GER | AUT | NED | ITA | USA | CAN | JPN | 1      | 12.º |
| 1977        | Penske PC4 | Ford Cosworth DFV 3.0 V8 | G    | 34    | Jean-Pierre Jarier  |     |     |     | 6   | DNQ | 11   | 11  | 8   | Ret | 9   | Ret | 14  | Ret | Ret |     |     |     | 1      | 12.º |
| 1977        | Penske PC4 | Ford Cosworth DFV 3.0 V8 | G    | 33 35 | Hans Heyer          |     |     |     |     |     |      |     |     |     |     | DSQ |     |     |     |     |     |     | 1      | 12.º |
| 1977        | Penske PC4 | Ford Cosworth DFV 3.0 V8 | G    | 33 35 | Hans Binder         |     |     |     |     |     |      |     |     |     |     |     | 12  | 8   | DNQ |     |     |     | 1      | 12.º |
| 1978        | HS1 D1     | Ford Cosworth DFV 3.0 V8 | G    |       |                     | ARG | BRA | RSA | USW | MON | BEL  | ESP | SWE | FRA | GBR | GER | AUT | NED | ITA | USA | CAN |     | 0      | NC   |
| 1978        | HS1 D1     | Ford Cosworth DFV 3.0 V8 | G    | 9     | Jochen Mass         | 11  | 7   | Ret | Ret | DNQ | 11   | 9   | 13  | 13  | NC  | Ret | DNQ | DNQ |     |     |     |     | 0      | NC   |
| 1978        | HS1 D1     | Ford Cosworth DFV 3.0 V8 | G    | 10    | Harald Ertl         |     |     |     |     |     |      |     |     |     |     |     |     |     | DNQ |     |     |     | 0      | NC   |
| 1978        | HS1 D1     | Ford Cosworth DFV 3.0 V8 | G    | 10    | Jean-Pierre Jarier  | 12  | DNS | 8   | 11  | DNQ |      |     |     |     |     | DNQ |     |     |     |     |     |     | 0      | NC   |
| 1978        | HS1 D1     | Ford Cosworth DFV 3.0 V8 | G    | 10    | Alberto Colombo     |     |     |     |     |     | DNQ  | DNQ |     |     |     |     |     |     |     |     |     |     | 0      | NC   |
| 1978        | HS1 D1     | Ford Cosworth DFV 3.0 V8 | G    | 10    | Keke Rosberg        |     |     |     |     |     |      |     | 15  | 16  | Ret |     |     |     |     | Ret | NC  |     | 0      | NC   |
| 1978        | HS1 D1     | Ford Cosworth DFV 3.0 V8 | G    | 10    | Hans Binder         |     |     |     |     |     |      |     |     |     |     |     | DNQ |     |     |     |     |     | 0      | NC   |
| 1978        | HS1 D1     | Ford Cosworth DFV 3.0 V8 | G    | 9 10  | Michael Bleekemolen |     |     |     |     |     |      |     |     |     |     |     |     | DNQ | DNQ | Ret | DNQ |     | 0      | NC   |
| 1979        | D2 D3      | Ford Cosworth DFV 3.0 V8 | G    |       |                     | ARG | BRA | RSA | USW | ESP | BEL  | MON | FRA | GBR | GER | AUT | NED | ITA | CAN | USA |     |     | 2      | 11.º |
| 1979        | D2 D3      | Ford Cosworth DFV 3.0 V8 | G    | 9     | Hans-Joachim Stuck  | DNQ | Ret | Ret | DSQ | 14  | 8    | Ret | DNS | DNQ | Ret | Ret | Ret | 11  | Ret | 5   |     |     | 2      | 11.º |
| 1980        | D3 D4      | Ford Cosworth DFV 3.0 V8 | G    |       |                     | ARG | BRA | RSA | USW | BEL | MON  | FRA | GBR | GER | AUT | NED | ITA | CAN | USA |     |     |     | 0      | NC   |
| 1980        | D3 D4      | Ford Cosworth DFV 3.0 V8 | G    | 9     | Jan Lammers         | DNQ | DNQ | DNQ | Ret | 12  | NC   |     |     |     |     |     |     |     |     |     |     |     | 0      | NC   |
| 1980        | D3 D4      | Ford Cosworth DFV 3.0 V8 | G    | 9 10  | Marc Surer          | Ret | 7   | DNS | INJ |     |      | Ret | Ret | 12  | 12  | 10  | Ret | DNQ | 8   |     |     |     | 0      | NC   |
| 1980        | D3 D4      | Ford Cosworth DFV 3.0 V8 | G    | 10    | Harald Ertl         |     |     |     |     |     |      |     |     | DNQ |     |     |     |     |     |     |     |     | 0      | NC   |
| 1981        | D4 HGS1    | Ford Cosworth DFV 3.0 V8 | M A  |       |                     | USW | BRA | ARG | SMR | BEL | MON  | ESP | FRA | GBR | GER | AUT | NED | ITA | CAN | LVG |     |     | 1      | 13.º |
| 1981        | D4 HGS1    | Ford Cosworth DFV 3.0 V8 | M A  | 9 10  | Jan Lammers         | Ret | DNQ | 12  | DNQ | DNP | DNP  |     |     |     |     |     |     |     |     |     |     |     | 1      | 13.º |
| 1981        | D4 HGS1    | Ford Cosworth DFV 3.0 V8 | M A  | 9 10  | Slim Borgudd        |     |     |     | 13  | DNQ | DNPQ | DNQ | DNQ | 6   | Ret | Ret | 10  | Ret | Ret | DNQ |     |     | 1      | 13.º |
| 1982        | D5         | Ford Cosworth DFV 3.0 V8 | G    |       |                     | RSA | BRA | USW | SMR | BEL | MON  | USE | CAN | NED | GBR | FRA | GER | AUT | SUI | ITA | LVG |     | 4      | 11.º |
| 1982        | D5         | Ford Cosworth DFV 3.0 V8 | G    | 9     | Manfred Winkelhock  | 10  | 5   | Ret | DSQ | Ret | Ret  | Ret | DNQ | 12  | DNQ | 11  | Ret | Ret | Ret | DNQ | NC  |     | 4      | 11.º |
| 1982        | D5         | Ford Cosworth DFV 3.0 V8 | G    | 10    | Eliseo Salazar      | 9   | Ret | Ret | 5   | Ret | Ret  | Ret | Ret | 13  | DNQ | Ret | Ret | DNQ | 14  | 9   | DNQ |     | 4      | 11.º |
| 1983        | D6         | BMW M12/13 1.5 L4 t      | G    |       |                     | BRA | USW | FRA | SMR | MON | BEL  | USE | CAN | GBR | GER | AUT | NED | ITA | EUR | RSA |     |     | 0      | NC   |
| 1983        | D6         | BMW M12/13 1.5 L4 t      | G    | 9     | Manfred Winkelhock  | 15  | Ret | Ret | 11  | Ret | Ret  | Ret | 9   | Ret | DNQ | Ret | DSQ | Ret | 8   | Ret |     |     | 0      | NC   |
| 1983        | D6         | BMW M12/13 1.5 L4 t      | G    | 10    | Stefan Bellof       |     |     |     |     |     |      |     |     | DNP | DNP |     |     |     |     |     |     |     | 0      | NC   |
| 1983        | D6         | BMW M12/13 1.5 L4 t      | G    | 10    | Jo Gartner          |     |     |     |     |     |      |     |     |     |     | DNP |     |     |     |     |     |     | 0      | NC   |
| 1984        | D7         | BMW M12/13 1.5 L4 t      | P    |       |                     | BRA | RSA | BEL | SMR | FRA | MON  | CAN | USE | USW | GBR | GER | AUT | NED | ITA | EUR | POR |     | 0      | NC   |
| 1984        | D7         | BMW M12/13 1.5 L4 t      | P    | 14    | Manfred Winkelhock  | EX  | Ret | Ret | Ret | Ret | Ret  | 8   | Ret | 8   | Ret | Ret | DNS | Ret | DNS |     |     |     | 0      | NC   |
| 1984        | D7         | BMW M12/13 1.5 L4 t      | P    | 31    | Gerhard Berger      |     |     |     |     |     |      |     |     |     |     |     | 12  |     | 6≠  | Ret | 13  |     | 0      | NC   |
| Referencia: |            |                          |      |       |                     |     |     |     |     |     |      |     |     |     |     |     |     |     |     |     |     |     |        |      |